# Leo Funck
Leo Victor Funck, Sr. (* 26. Dezember 1836 in Aachen; † 28. Februar 1923) war ein deutscher Ingenieur und Erfinder. Er war an der Entwicklung des ersten schnelllaufenden Benzinmotors der Welt beteiligt.

## Leben und Leistungen
Leo Funck  bemühte sich Ende 1877 um eine Anstellung in der von Eugen Langen (1833–1895) und Nicolaus Otto (1832–1891) gegründeten Gasmotorenfabrik Deutz, der heutigen Deutz AG, in der auch Gottlieb Daimler  (1834–1900) und Wilhelm Maybach (1846–1929) arbeiteten. Leo Funck hatte sich daher bei Eugen Langen vorgestellt. Aber obwohl er Langen gefiel, kam es nicht zu einer Einigung.
Am 22. März 1879 hatte Funck von mehr als 400 Patenten, in denen Glührohrzündungen geschützt wurden,  unter der Nummer 7408 das Basispatent erhalten.
Im Januar 1881 besuchten Langen und Daimler ihn zusammen in Aachen. Dort bot Leo Funck seine gegenüber Ottos Zündschieber fortschrittliche Zündvorrichtung Langen und Daimler zum Erwerb an. Das System von Funck arbeitete mit einem fest eingeschraubten, von einer Gasflamme von außen in Rotglut gehaltenen Platinröhrchen, das zum Zündzeitpunkt über einen Schieber mit den Verbrennungsgasen in Verbindung gebracht wurde. Während für Ottos Flammenzündung eine „Schleusenkammer“ und eine „Vermittlungsflamme“ notwendig waren, um den Druckunterschied außen-innen auszugleichen, entstand beim Glührohr kein Druckverlust. Die Wärmebelastung des Zündschiebers war geringer, so dass er leichter und einfacher ausgeführt werden konnte. Damit hätte die gesteuerte Glührohrzündung auch in den Großmotoren die vom DRP Nr. 532 geschützte Gas- und Zündsteuerung ersetzen können. Ob Otto deshalb darauf hingewirkt hat, dass Funck 1877 nicht angestellt und sein Patent nicht wenigstens versuchsweise angewandt wurde, kann nur vermutet werden. Langen und Daimler erkannten jedoch nicht den Wert der Neuerung, obwohl sie aus Funcks gesteuerter Glührohrzündung eine einfachere, bessere und billigere Zündvorrichtung hätten entwickeln können, als es der schwerfällige Zündschieber war, den die Gasmotoren-Fabrik bis 1884 benutzt hat.
Der erste schnelllaufende Benzinmotor der Welt, den Wilhelm Maybach 1883 entwickelt und gebaut hatte, war mit der Glührohrzündung ausgestattet, auf die Leo Funck ein Patent besaß.

## Patente
- 1876: Atmosphärische Gaskraftmaschine[5]
- 22. März 1879: Gesteuerte Glührohrzündung (DRP 7408)